# Wasilij Aleksiejew (generał)
Wasilij Michajłowicz Aleksiejew (ros. Василий Михайлович Алексеев, ur. 1 stycznia?/13 stycznia 1900 we wsi Molebka w guberni permskiej (obecnie w Kraju Permskim), zm. 25 sierpnia 1944 w Tecuci) – radziecki generał porucznik wojsk pancernych, Bohater Związku Radzieckiego (1944).

## Życiorys
Skończył szkołę wiejską, od listopada 1919 służył w Armii Czerwonej, od 1920 należał do RKP(b), uczestniczył w wojnie domowej w Rosji na Froncie Wschodnim w walce z armią Kołczaka. W 1921 skończył kursy dowódcze w Omsku, w 1922 kursy dowódcze w Wierchoturie, a w 1924 Zjednoczoną Szkołę Dowódców im. WCIK w Moskwie, we wrześniu 1924 został dowódcą plutonu, później sekretarzem odpowiedzialnym biura partyjnego, dowódcą kompanii, pomocnikiem komisarza pułku i dowódcą batalionu w Moskiewskim Okręgu Wojskowym. W 1932 ukończył kursy wojsk pancernych w Leningradzie i został dowódcą batalionu czołgów w 6 Dywizji Strzeleckiej Moskiewskiego Okręgu Wojskowego, od kwietnia 1936 dowodził batalionem brygady zmotoryzowanej specjalnego przeznaczenia 57 Korpusu na terytorium Mongolii, w październiku 1938 został pomocnikiem dowódcy tej brygady, w 1939 brał udział w bitwie nad Chałchin-Goł, podczas walk objął dowództwo 82 Dywizji Piechoty. W grudniu 1939 jako dowódca 110 Dywizji Piechoty Uralskiego Okręgu Wojskowego uczestniczył w wojnie z Finlandią, w 1941 ukończył kursy doskonalenia kadry dowódczej i został dowódcą 6 Dywizji Pancernej 28 Korpusu Zmechanizowanego Zakaukaskiego Okręgu Wojskowego; 7 grudnia 1941 dywizja ta została przeformowana w 6 Brygadę Pancerną i skierowana na Front Południowy pod Rostów nad Donem i w styczniu 1942 wzięła udział w operacji barwienkowsko-łozowskiej. Brał udział m.in. w wyzwoleniu Barwienkowa, 13 maja 1942 został mianowany generałem majorem wojsk pancernych, wkrótce podczas jednej z bitew odniósł ranę, po wyleczeniu mianowano go dowódcą wojsk pancernych i zmechanizowanych 45 Armii, niedługo potem zastępcą szefa Zarządu Wojsk Pancernych Frontu Południowego; na tym stanowisku uczestniczył w walkach o Północny Kaukaz, Krasnodar i Stawropol. W lipcu 1943 objął dowództwo 10 Korpusu Pancernego w składzie 1, potem 5 Gwardyjskiej Armii Pancernej, brał udział w bitwie pod Kurskiem, w sierpniu 1943 został ponownie ranny, od października 1943 walczył na Froncie Woroneskim, później 1 Ukraińskim, 6 listopada 1943 jego korpus odegrał dużą rolę w wyzwalaniu Kijowa. 15 grudnia 1943 otrzymał stopień generała porucznika wojsk pancernych, w styczniu 1944 objął dowództwo 5 Gwardyjskiego Korpusu Pancernego w składzie 6 Armii Pancernej gen. Krawczenki, w marcu-kwietniu 1944 uczestniczył w operacji humańsko-botoszańskiej, później w walkach nad Prutem i w rejonie Jass, brał udział w operacji jassko-kiszyniowskiej (w składzie 2 Frontu Ukraińskiego), podczas której jego korpus zajął m.in. Fălești i Bârlad. Podczas natarcia na głębokie tyły wroga zginął w walce. Został pochowany z wojskowymi honorami w Bielcach. Jego imieniem nazwano ulicę w Bielcach i szkołę średnią w Kraju Permskim.

## Odznaczenia
- Złota Gwiazda Bohatera Związku Radzieckiego (pośmiertnie, 13 września 1944)
- Order Lenina (dwukrotnie - 10 stycznia 1944 i pośmiertnie 13 września 1944)
- Order Czerwonego Sztandaru (czterokrotnie, m.in. 29 sierpnia 1939 i 5 maja 1942)
- Medal jubileuszowy „XX lat Robotniczo-Chłopskiej Armii Czerwonej” (1938)